# Brenta (stacja metra)
Brenta – stacja metra w Mediolanie, na linii M3. Znajduje się na viale Brenta, w Mediolanie i zlokalizowana jest pomiędzy stacjami Lodi T.I.B.B. i Corvetto. Została otwarta w 1991.